# Мартен Аделін
Мартен Аделін (фр. Martin Adeline; нар. 2 грудня 2003, Еперне) — французький футболіст, півзахисник клубу «Реймс». На умовах оренди грає за клуб Ліги 2 «Родез».

## Клубна кар'єра
Виступав за молодіжні команди французьких клубів «Родез», «Еперне», «Парі Сен-Жермен» та «Реймс». 19 січня 2021 року в поєдинку Кубка Франції проти «Реймс Сент-Анн» (1:0) Мартін дебютував за основний склад останнього, а вже за кілька днів, 22 грудня в матчі проти «Марселя» (1:1) він дебютував у Лізі 1, вийшовши на заміну на 61-й хвилині замість Натанаеля Мбуку.

## Кар'єра у збірній
Виступав за юнацьку збірну Франції до 19 років, з якою брав участь у юнацькому чемпіонаті Європи 2022 року, забивши на турнірі 1 гол і дійшовши з командою до півфіналу.